# Заикин, Пётр Романович
Пётр Романович Заикин (1936, село Сухая Буйвола, Гофицкий район, Северо-Кавказский край) — тракторист колхоза «Большевик» Ленинского района Актюбинской области, Казахская ССР. Герой Социалистического Труда (1967).

## Биография
Родился в 1936 году в крестьянской семье в селе Сухая Буйвола Гофицкого района (сегодня — Петровский район Ставропольского края). После окончания местной школы отправился в 1955 году по комсомольской путёвке на освоение целины в Актюбинскую область. Трудился прицепщиком в колхозе «Большевик» Ленинского района, затем окончил в училище по механизации сельского хозяйства, после которого с 1957 года трудился трактористом в этом же колхозе. Член КПСС.
Ежегодно демонстрировал высокие трудовые результаты. В 1966 году подобрал валки на площади 650 гектаров и намолотил 11069 центнеров пшеницы. Указом Президиума Верховного Совета СССР от 19 апреля 1967 года удостоен звания Героя Социалистического Труда за «достигнутые успехи в увеличении производства и заготовок зерна в 1966 году» с вручением ордена Ленина и золотой медали «Серп и Молот» (№ 14923).
Избирался членом Ленинского райкома Компартии Казахстана.
После выхода на пенсию проживал в Ленинском районе. Дальнейшая судьба не известна.